# 路易斯·博格兰
路易斯·博格兰（西班牙語：Luis Bográn，1849年6月3日—1895年7月9日），洪都拉斯政治人物，1883年至1891年担任该国总统。
毕业于危地马拉圣卡洛斯大学法学系，1883年马尔科·奥雷利奥·索托辞职后，他受到危地马拉军事强人胡斯托·鲁菲诺·巴里奥斯·奥延支持并成为洪都拉斯总统，在位期间国内政局一直处于不稳定状态。